# Selma Lagerlöfová
Selma Ottilia Lovisa Lagerlöfová (20. listopadu 1858, Mårbacka – 16. března 1940, tamtéž) byla švédská spisovatelka, představitelka švédského novoromantismu, nositelka Nobelovy ceny za literaturu za rok 1909.

## Život
Narodila se v rodině důstojníka a statkáře. Proti vůli rodičů vystudovala učitelský ústav a v letech 1885 až 1896 působila jako učitelka v Landskroně, ale posléze se zcela věnovala literatuře. Roku 1897 se přestěhovala do Falunu a později žila v Sunne. Roku 1908 koupila po otcově bankrotu zpět rodinný majetek v Mårbacku a usadila se tam.
Jejím prvním úspěšným dílem byl dvoudílný román Gösta Berling (1891), který je dodnes jedním z nejromantičtějších děl švédské literatury. Po něm následovaly sbírky povídek a další romány, z nichž Jeruzalém (1901–1902) připomíná staroislandské ságy. Na objednávku pro potřeby švédských škol napsala pohádkovou knihu Podivuhodná cesta Nilse Holgerssona Švédskem (1906–1907), Nils Holgersson underbara resa genom Sverige), která je vlastně svérázným cestopisem po Švédsku a která dlouho sloužila jako učebnice švédské vlastivědy. Napsala také několik děl z rodného kraje založených na vlastních vzpomínkách.
Za její dílo se jí dostalo celé řady uznání. V roce 1907 získala čestný doktorát na Uppsalské univerzitě a v roce 1909 obdržela jako první žena Nobelovou cenu za literaturu „… za ušlechtilý idealismus, bohatství fantazie, oduševnělost a krásu formy“ (citace z odůvodnění Švédské akademie, jejíž členkou se také jako první žena stala roku 1914).
Na začátku 2. světové války poslala svoji Nobelovu medaili finské vládě, aby jí pomohla shromáždit peníze na boj proti Sovětskému svazu. Finské vládě se však podařilo potřebné prostředky opatřit jiným způsobem a medaili jí vrátila.
Patří k vrcholným představitelům švédského a světového novoromantismu. Její dílo navazuje na tradice lidového vyprávění plného záhad, dobrodružství, s mlhavou hranicí mezi skutečností a fantazií, s dramaticky napínavým dějem, prvky nadpřirozena i mysticismu. Je prostoupeno humanistickou vírou v člověka a vyniká skvělým stylem a nadčasovou moudrostí.
Dne 16. března 1940 zemřela ve svém domě na následky cévní mozkové příhody.

## Literární dílo

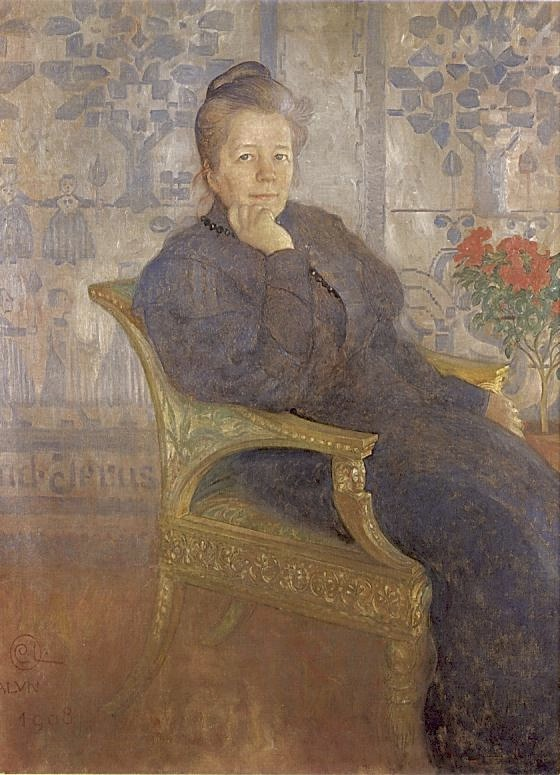
Švédská spisovatelka Selma Lagerlöfová na obraze Carla Larssona z roku 1908.

- Gösta Berling (1891, Gösta Berlings saga), příběh kněze, který zběhl ze své církevní dráhy. V širokém toku vyprávění, v němž vystupují venkovští hejsci, krásné ženy i prostí vesničané, hraje důležitou úlohu příroda a ohlasy bájí, prolínané skutečnými událostmi. Hrdinou příběhu je nadaný, vnitřně rozervaný bouřlivák Gösta Berling, žijící z milosti podivínské statkářky na panském sídle, který se po mnoha rozmarných a lehkomyslných příhodách přerozuje v obecně prospěšného člověka.
- Neviditelná pouta (1894 Osynliga länkar), sbírka povídek,
- Antikristovy zázraky (1897 Antikrists mirakler), román
- Povídka o panském dvoře (1899, En herrgårdssägen), příběh o mladém muži, který ztratil rozum, a o dívce, která se ho snaží uzdravit a zachránit. Pohádkové motivy se zde mistrovsky prolínají s psychologií postav.
- Královny Kungahällské (1899, Drottningar i Kungahälla, sbírka povídek,
- Jeruzalém (1901–1902, Jerusalem), velký vystěhovalecký román, který autorka napsala na své cestě do Palestiny.
- Poklad pana Arna (1904, Herr Arnes penningar), novela s mysticky legendárním námětem o osudu mladičké dívky, která přežila vyvraždění obyvatel fary v pobřežním rybářském městečku. Celý svůj život zasvětí pak příkazu z onoho světa: potrestat vrahy a pomstít nevinné oběti. Svůj mladý život obětuje nakonec k odhalení zločince, třebaže ho milovala.
- Legendy o Kristu (1904, Kristuslegender),
- Podivuhodná cesta Nilse Holgerssona Švédskem (1906–1907, Nils Holgersson uderbara resa genom Sverige), klasická cestopisná pohádka, líčící osudy malého švédského chlapce, který je za svou neposlušnost zaklet ve skřítka a takto podniká s divokými husami cestu Švédskem a Laponskem. Zažije nejen chvíle plné kouzel a podivuhodných dobrodružství, ale především poznává svou vlast, krásy švédské přírody, život a práci prostého lidu, jeho báje a pověsti i zvyklosti a život rozličných zvířat obývajících vzdálené kraje.
- Legendy (1908, En saga om en saga),
- Liljekronův domov (1911, Liljecronas hem),
- Vozka smrti (1912, Körkarlen), román v němž autorka novým způsobem zpracovala prastarou švédskou legendu o vozkovi, který celý rok musí jezdit světem a sbírat duše zemřelých. Na konci roku si může najít svého nástupce mezi hříšníky, kteří o silvestrovské noci zemřou. A jeden takový hříšník, David Holm, alkoholik a tyran vlastní rodiny leží na hřbitově, zbitý do bezvědomí svým kumpánem. Ve snové vizi mu proběhne před očima celý jeho nedůstojně prožitý život. Těsně před půlnocí, když se už zdá, že ho nic neochrání před údělem vozky smrti, mu v posledním okamžiku podá pomocnou ruku sestra z armády spásy a navrací ho k řádnému životu.
- Císař z Portugalie (1914, Kejsaren av Portugalien), mistrně vyprávěný příběh otcovské lásky prostého venkovského člověka, který nevýslovně miluje svou jedinou dceru, vlivem jejího zbloudění se pomate a pokládá se za „císaře z Portugalie“, ale nakonec svou láskou přivede milované dítě opět k řádnému životu.
- Trolové a lidé (1915, Troll och människor), první díl
- Proklatec (1918, Bannlyst),
- Marbacka (1922, Mårbacka), vzpomínky z dětství,
- Trolové a lidé (1921, Troll och människor), druhý díl
- románová trilogie Löwensköldův prsten (1925, Löwensköldska ringen), Charlotta Löwensköldová (1925, Charlotte Löwensköld) a Anna Svärdová (1928, Anna Svärd), která se odehrává v polovině 19. století a uvádí čtenáře do nejrozmanitějších společenských prostředí. V bohatém ději s mnoha zápletkami, v němž je zachycena řada lidských typů a charakterů, vystupují do popředí dvě ženy: Charlota Löwensköldová, bojující o svou lásku proti společenským konvencím, a Anna Svärdová, řešící svou lásku podle tradic a životní moudrosti svého venkovského domova. Ústředním motivem této mohutné ságy je víra v rodovou pověst, podle níž musí být smrtí potrestána spáchaná vina.
- Paměti dítěte (1930 Ett barns memoarer), druhý díl vzpomínek z dětství
- Deník (1932, Dagbok),
- Sklizeň (1932, Höst),
- Učíš mě svobodě (1992, Du lär mig att bli fri), posmrtně vydaná korespondence autorky s její blízkou přítelkyní Sophií Elkanovou (existují náznaky, že šlo o lesbický vztah).

## Česká vydání

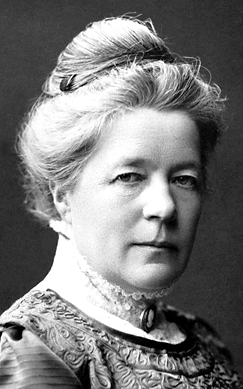
Selma Lagerlöfová

- Antikristovy zázraky, Jan Otto, Praha 1901, překlad O. S. Vetti,
- Poklad pana Arne, J. Otto, Praha 1905, překlad Jindra Kopecká,
- Gösta Berling, K. S. Sokol, Osvěta, Praha 1909, překlad Hugo Kosterka,
- Jerusalem I. – V Dalarně, J. Otto, Praha 1910, překlad Emanuel Miřiovský,
- Jerusalem II. – Ve svaté zemi, J. Otto, Praha 1911, překlad Emanuel Miřiovský,
- Útěk do Egypta, in: 1000 nejkrásnějších novel č. 5, J. R. Vilímek, Praha 1911, překlad Jaroslav Vaňha,
- Povídka o panském dvoře, J. Otto, Praha 1912, překlad Emil Walter,
- Gösta Berling I., Alois Hynek, Praha 1913, překlad Emil Walter,
- Gösta Berling II., Alois Hynek, Praha 1914, překlad Emil Walter,
- Podivuhodná cesta Nilse Holgerssona Švédskem, Alois Hynek, Praha 1913, překlad Emil Walter,
- Podivuhodná cesta Nilse Holgersona s divokými husami Švédskem, Jan Laichter, Praha 1913, překlad Karel V. Rypáček,
- Legendy o Kristu, Alois Hynek, Praha 1915, překlad Emil Walter,
- Legendy, Alois Hynek, Praha 1916, překlad Emil Walter,
- Císař z Portugalie, Alois Hynek, Praha 1917, překlad Emil Walter,
- Královny Kungahällské, Alois Hynek, Praha 1917, překlad Emil Walter,
- Proklatec, Československé podniky tiskařské a vydavatelské, Praha 1920, překlad Viktor Šuman,
- Vozka smrti, Alois Hynek, Praha 1920, překlad Emil Walter,
- Liljekronův domov, Alois Hynek, Praha 1921, překlad Emil Walter,
- Löwensköldův prsten, Müller a spol, Turnov 1927, překlad Karel V. Rypáček,
- Charlotta Löwensköldová, Družstevní práce, Praha 1929, překlad Karel V. Rypáček,
- Anna Svärdová, Družstevní práce, Praha 1930, překlad Karel V. Rypáček,
- Podzim, Nakladatelské družstvo Máje, Praha 1937, překlad Milada Lesná-Krausová,
- Marbacka, Družstevní práce, Praha 1937, překlad Karel V. Rypáček,
- Marbacka, díl druhý, Družstevní práce, Praha 1938, překlad Karel V. Rypáček,
- Gösta Berling, Iskra-Adolf Tománek, Opava 1948, překlad Hugo Kosterka,
- Poklad pana Arna, Československý spisovatel, Praha 1958, překlad Magda Trhlíková,
- Gösta Berling, Mladá fronta, Praha 1959, překlad Břetislav Mencák,
- Císař z Portugalie, SNKlU, Praha 1962, překlad Dagmar Pallasová,
- Podivuhodná cesta Nilse Holgerssona Švédskem, SNDK, Praha 1967, překlad Dagmar Pallasová,
- Löwensköldův prsten (obsahuje i romány Charlotta Löwensköldová a Anna Svärdová), Svoboda, Praha 1971, překlad Jiřina Vrtišová,
- Liljecronův domov, Vyšehrad, Praha 1984, překlad Božena Köllnová-Ehrmannová,
- Gösta Berling,Vyšehrad, Praha 1986, překlad Břetislav Mencák,
- Legendy o Kristu, X-Egem, Praha 1999, překlad Emil Walter,
- Liljecronův domov, Blok, Třebíč 2000, překlad Božena Köllnová-Ehrmannová,
- Podivuhodná cesta Nilse Holgerssona Švédskem, Meander, Praha 2005, překlad Dagmar Hartlová.

### Rozhlasové adaptace děl S. Lagerlöfové
- 1998 Generálův prsten, rozhlasová adaptace povídky, překlad Karel Rypáček, napsala Martina Drijverová, dramaturgie: Ivan Hejna, režie: Karel Weinlich, hráli: Radoslav Brzobohatý, Miroslava Hozová, Magdalena Chrzová, Karel Pospíšil, Jaroslava Adamová, Jiří Holý, Hana Brothánková, Ivan Trojan, Tomáš Juřička, Ladislav Trojan a Otakar Brousek ml.[5]
- 1999 Poklad pana Arna, rozhlasová hra v Českém rozhlasu, překlad: Jindra Kopecká, dramatizace: Zuzana Bohdanecká, režie: Jiří Horčička[6]